# Eleccions generals de Bòsnia i Hercegovina de 1996
Les eleccions generals de Bòsnia i Hercegovina de 1996 es va dur a terme el 14 de setembre de 1996 per a elegir la Presidència de Bòsnia i Hercegovina, així com el govern federal i els governs cantonals. Foren les primeres eleccions celebrades a Bòsnia i Hercegovina des de la independència després de la fi de la guerra, i foren possibilitades per la signatura dels Acords de Dayton pels principals polítics bosnians. En elles es vota 
- La presidència col·lectiva i rotatòria de Bòsnia Hercegovina, amb dos vots per la Federació i un per la República Sèrbia.
- La Cambra de Representants de Bòsnia i Hercegovina (42 membres), amb 2/3 per la federació i un terç pels serbis.
- El parlament de la Federació de Bòsnia i Hercegovina
- L'Assemblea Nacional de la República Sèrbia (140 diputats) i el seu president.
- Els 10 parlaments cantonals

## Presidència de Bòsnia i Hercegovina
És escollit un president de cadascun dels tres pobles constitucionals del país: els bosnians, croats i serbis.
Resultat de les eleccions presidencials de Bòsnia i Hercegovina de 14 de setembre de 1996 
| Candidats                                             | Partits nominants                               | Bosnians | Serbis    | Croats  |
| ----------------------------------------------------- | ----------------------------------------------- | -------- | --------- | ------- |
| Alija Izetbegović                                     | SDA                                             | 730592   |           |         |
| Haris Siladzič                                        | SBiH                                            | 124.396  |           |         |
| Fikret Abdić                                          | DNZ                                             | 25.594   |           |         |
| Sead Avdič                                            | Zdruzena Lista za BiH (SDP, MBO, PR, UBSD, HSS) | 21.254   |           |         |
| Momcilo Krajisnik                                     | SDS                                             |          | 690.646   |         |
| Mladen Ivanić                                         | Aliança per la Pau i el Progrés (NSSM)          |          | 307.461   |         |
| Milivoje Zarič                                        | Partit Patriòtic Serbi (SPS)                    |          | 15.407    |         |
| Branko Latinovič                                      | Partit Serbi de Krajina (SSK)                   |          | 12.643    |         |
| Kressimir Zubak                                       | HDZ BiH                                         |          |           | 330.447 |
| Ivo Komisič                                           | Zdruzena Lista za BiH (SDP, MBO, PR, UBSD, HSS) |          |           | 37.684  |
| Total                                                 |                                                 | 913.227  | 1.026.157 | 372.566 |
| Font: Izbori.ba Arxivat 2012-03-19 a Wayback Machine. |                                                 |          |           |         |

## Cambra de Representants de Bòsnia i Hercegovina
Segons la nova Constitució de Bòsnia i Hercegovina, els representants de la Federació de Bòsnia i Hercegovina s'assignen 28 escons, mentre que els representants de la República Sèrbia tenen 14 escons. Hi ha 42 escons en total. El Partit d'Acció Democràtica n'obté 3 dels assignats als serbis.
Resultat de les eleccions a la Cambra de Representants de Bòsnia i Hercegovina de 14 de setembre de 1996 
| Partits                                                                          | Vots      | % | Escons |
| -------------------------------------------------------------------------------- | --------- | - | ------ |
| Partit d'Acció Democràtica (Stranka Demokratske Akcije)                          | 899.970   |   | 19     |
| Unió Democràtica Croata de Bòsnia i Hercegovina (Hrvatska demokratska zajednica) | 338.440   |   | 8      |
| Zdruzena Lista za BiH (SDP, MBO, PR, UBSD, HSS)                                  | 136.203   |   | 2      |
| Partit per Bòsnia i Hercegovina (Stranka za Bosnu i Hercegovinu)                 | 93.116    |   | 2      |
| Partit Democràtic Serbi (Srpska Demokratska stranka)                             | 578.723   |   | 9      |
| Aliança per la Pau i el Progrés (Narodni Savez za Slobodan Mir)                  | 136.077   |   | 2      |
| Total                                                                            | 2.399.874 |   | 42     |
| Font: Izbori.ba Arxivat 2012-03-19 a Wayback Machine.                            |           |   |        |

## Cambra de Representants de la Federació de Bòsnia i Hercegovina
Resultats finals de les eleccions de 14 de setembre de 1996, només s'enumeren els partits que han obtingut representació
|  | Partit                                                | Vots      | Reg. | Com. | Total |
|  | ----------------------------------------------------- | --------- | ---- | ---- | ----- |
|  | Partit d'Acció Democràtica (SDA)                      | 725.810   |      |      | 78    |
|  | Unió Democràtica Croata de Bòsnia i Hercegovina (HDZ) | 337.794   |      |      | 36    |
|  | Zdruzena Lista za BiH (SDP, MBO, PR, UBSD, HSS)       | 105.879   |      |      | 11    |
|  | Partit per Bòsnia i Hercegovina (Za BiH)              | 98.207    |      |      | 10    |
|  | Comunitat Democràtica Popular (DNZ)                   | 23.360    |      |      | 3     |
|  | Partit Croat dels Drets (HSP-BiH)                     | 16.344    |      |      | 2     |
|  | Total                                                 | 1.335.707 |      |      | 140   |

Reg. - Mandats des d'unitats electorals regionals; Com. - Mandats per llistes compensatòries

Font - Comissió Electoral Central de Bòsnia i Hercegovina

## President de laRepública Sèrbia
Resultat de les eleccions presidencials de la República Sèrbia de 14 de setembre de 1996 
| Candidats                                             | Partits nominants                                        | Vots      |
| ----------------------------------------------------- | -------------------------------------------------------- | --------- |
| Biljana Plavsič                                       | SDS                                                      | 636.654   |
| Adib Jozič                                            | SDA                                                      | 197.389   |
| Zivko Radisič                                         | Aliança per la Pau i el Progrés (NSSM)                   | 307.461   |
| Pedrag Radič                                          | Bloc Democràtic Patriòtic de la República Sèrbia (DPBRS) | 44.755    |
| Slavko Lisiča                                         | Partit Patriòtic Serbi (SPS)                             | 20.055    |
| Total                                                 |                                                          | 1.075.581 |
| Font: Izbori.ba Arxivat 2012-03-19 a Wayback Machine. |                                                          |           |

### Assemblea Nacional de la República Sèrbia
Resultat de les eleccions a l'Assemblea Nacional de la República Sèrbia de 14 de setembre de 1996
| Partits                                                                                         | Vots      | % | Escons |
| ----------------------------------------------------------------------------------------------- | --------- | - | ------ |
| Partit Democràtic Serbi (Srpska demokratska stranka)                                            | 568.980   |   | 45     |
| Partit d'Acció Democràtica (Stranka Demokratske Akcije)                                         | 177.388   |   | 14     |
| Aliança per la Pau i el Progrés (Narodni Savez za Slobodan Mir)                                 | 125.372   |   | 10     |
| Partit Radical Serbi de la República Sèrbia (Srpiska Radikalna Stranka za RS)                   | 72.517    |   | 6      |
| Bloc Democràtic Patriòtic de la República Sèrbia (Demokratski Patriotski Blok Republike Srpske) | 32.895    |   | 2      |
| Partit per Bòsnia i Hercegovina (Stranka za Bosnu i Hercegovinu)                                | 25.593    |   | 2      |
| Zdruzena Lista za BiH (SDP, MBO, PR, UBSD, HSS)                                                 | 22.329    |   | 2      |
| Partit Serbi de Krajina (Srpska Stranka Krajine)                                                | 17.381    |   | 1      |
| Partit Patriòtic Serbi (SPAS) (Srpska Patriotska Stranka)                                       | 14.508    |   | 1      |
| Total                                                                                           | 1.087.763 |   | 89     |
| Font: Izbori.ba Arxivat 2012-03-19 a Wayback Machine.                                           |           |   |        |

## Parlaments cantonals
|  | Partit                                                | USK | ŽP | TK | ZDK | BPK | SBK ŽSB | HNK ŽHN | ZHŽ | KS | K10 | Total |
|  | ----------------------------------------------------- | --- | -- | -- | --- | --- | ------- | ------- | --- | -- | --- | ----- |
|  | Partit d'Acció Democràtica (SDA)                      | 39  | 3  | 33 | 40  | 26  | 29      | 19      | -   | 28 |     | 217   |
|  | Partit per Bòsnia i Hercegovina (Za BiH)              | 3   | -  | 5  | 6   | 4   | 1       | 2       | -   |    |     | 21    |
|  | Zdruzena Lista za BiH (SDP, MBO, PR UBSD, HSS)        | 1   | -  | 9  | 4   | 1   | 2       | 1       | -   |    |     | 18    |
|  | Unió Democràtica Croata de Bòsnia i Hercegovina (HDZ) | 1   | 17 | 3  | 6   | -   | 23      | 28      | 29  |    | 13  | 120   |
|  | Partit Croat dels Drets                               | -   | -  | -  | -   | -   | -       | -       | 2   | -  |     | 2     |
|  | Comunitat Democràtica Popular (DNZ)                   | 6   | -  | -  | -   | -   | -       | -       | -   | -  | -   | 6     |

Font - Comissió Electoral Central de Bòsnia i Hercegovina